# Kikisoblu

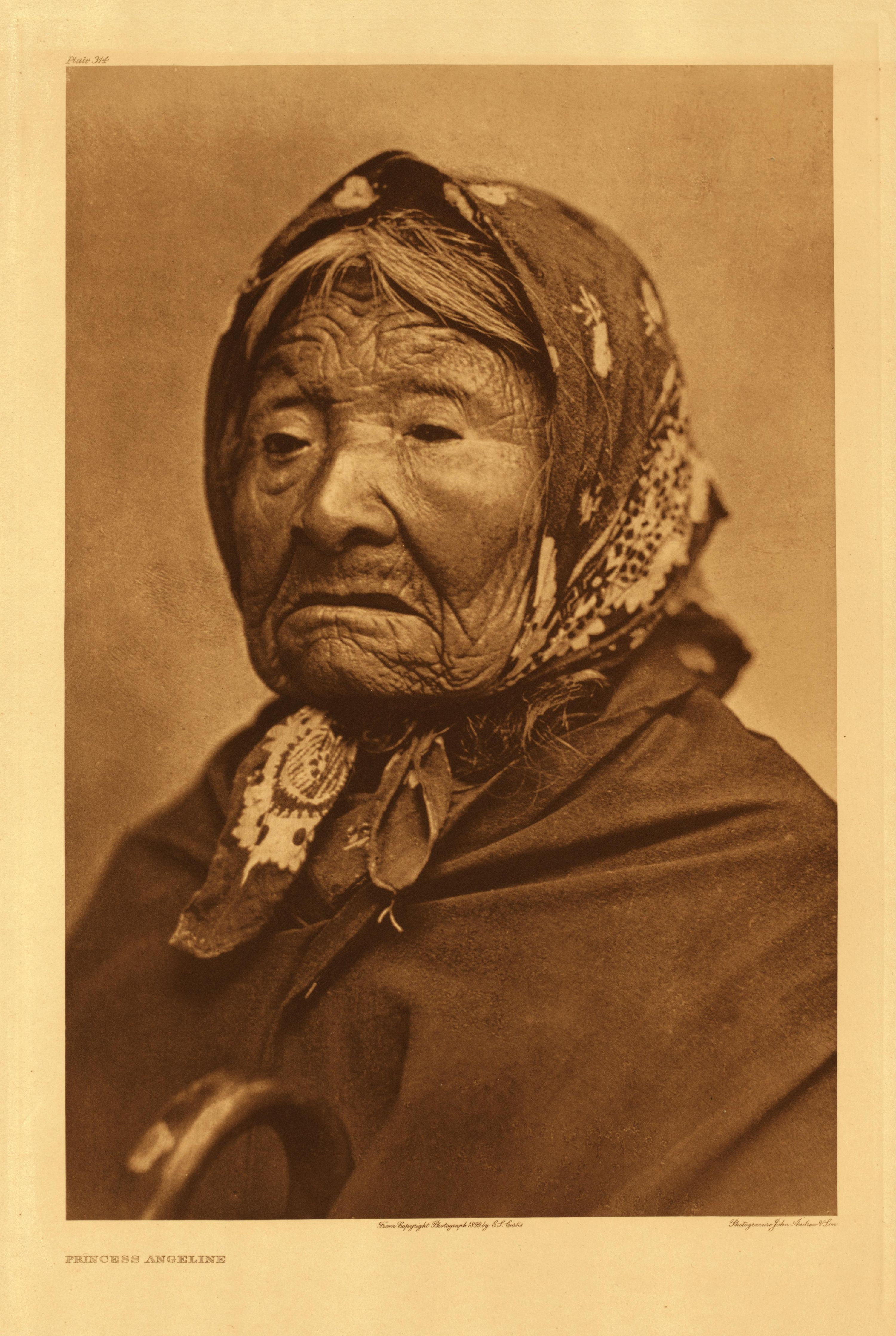
„Princess Angeline“, fotografiert von Edward Curtis, 1896

Kikisoblu (* ca. 1820; † 31. Mai 1896), meist Princess Angeline genannt, hieß im Küsten-Salish-Dialekt des Lushootseed auch Kick-is-om-lo oder Wewick. Sie war die älteste Tochter des Häuptlings der Suquamish auf Bainbridge Island, Chief Seattle, der dennoch als Duwamish galt, denn seine Mutter war die Tochter eines Duwamish-Häuptlings. Kikisoblus Mutter hieß La-Dalia und stammte aus dem Dorf Tola'ltu, das im heutigen West Seattle lag.
Die am später Rainier Beach genannten Strand im heutigen Seattle geborene Kikisoblu erhielt ihren Namen „Angeline“ durch die zweite Frau eines Siedlungspioniers, der als Gründer Seattles gilt. „Doc Maynards“ Frau, Catherine Broshears Maynard (1816–1906), fand den indianischen Namen Kikisoblu zu scheußlich für eine so schöne Frau.
Kikisoblu hatte vor der Ankunft der ersten weißen Siedler Dokub Cud geheiratet, der jedoch bald verstorben war.

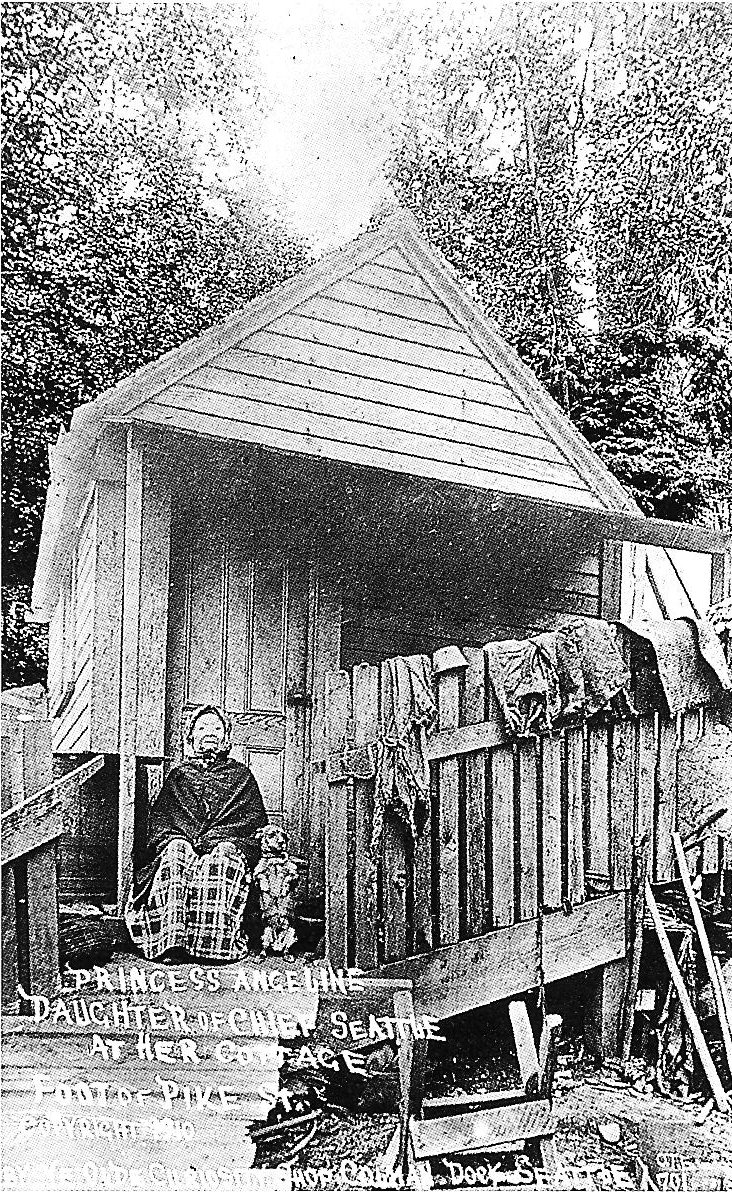
Postkarte von 1910, die Kikisoblue vor ihrem Laden zeigt. Das Foto entstand spätestens 1896.

Als mit dem Vertrag von Point Elliott 1855 die Anweisung an die Indianer erging, in ihre Reservate umzuziehen, weigerte sich Kikisoblu-Angeline und blieb in Seattle. Sie wohnte in einer Hütte an der Western Avenue zwischen Pike Street und Pine Street an der Stelle, wo sich heute der Pike Place Market befindet. Dort verkaufte sie handgearbeitete Decken und betrieb eine Wäscherei. 1866 starb ihr Vater in der Suquamish Reservation. Später bezog sie den Ye Olde Curiosity Shop. 

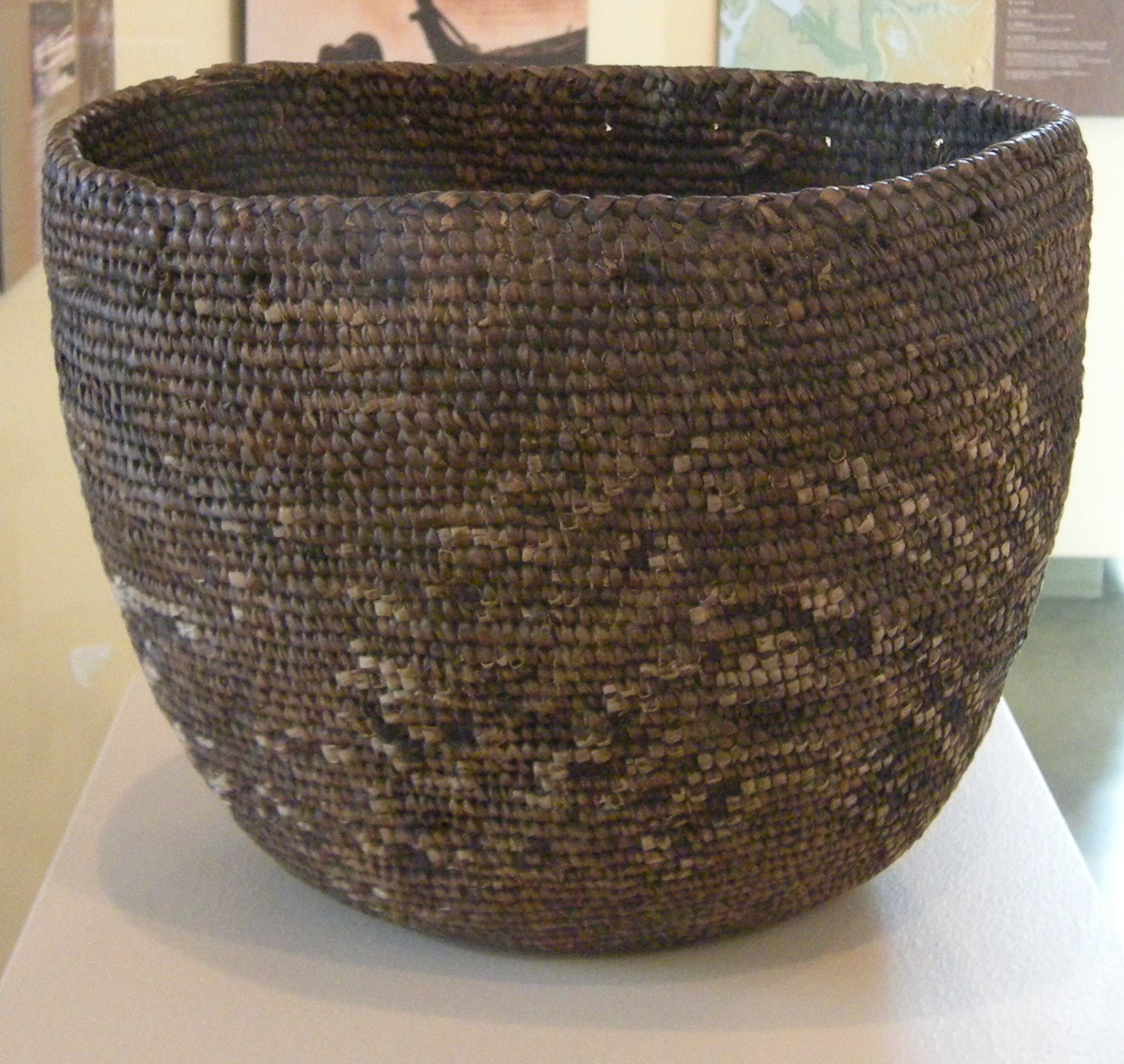
Ein Korb, den Kikisoblu der Yesler-Familie geschenkt hat (Duwamish Longhouse and Cultural Center, Seattle)

Neben den Freunden der Maynards gewann sie weitere Freunde, wie Henry L. Yesler (1810–1892), den Besitzer der ersten Sägemühle Seattles, neben dem sie auf eigenen Wunsch nach ihrem Tod beigesetzt wurde. Doch machte ihr der offene und verdeckte Rassismus schwer zu schaffen. Das geringste waren die Kinder, die ihr in Scharen folgten und sie aufzogen, und nach denen sie gelegentlich mit Steinen warf. Doch wurde Kikisoblu mit der Zeit zu einem Symbol für den Fortbestand der indianischen Kultur. Nach 1890 erbaute sie mit Unterstützung ihrer Freunde ein neues Haus.
Sie lernte Edward Curtis kennen, der sie häufig fotografierte, und ihr, nach eigener Aussage, für jedes Bild einen Dollar gab. Sie war es aber auch, die ihn zur Beschäftigung mit den Indianern anregte, die sein künstlerisches Schaffen ein Leben lang füllte.
Kikisoblu starb am 31. Mai 1896. Sie wurde als Katholikin in der katholischen Kirche aufgebahrt und nach einer großen Prozession auf dem Lake View Cemetery, dem Friedhof auf dem Capitol Hill von Seattle beerdigt. Der letzte Gottesdienst fand für sie in der Church of Our Lady of Good Help statt, sie selbst ruhte in einem Katafalk in der Form eines Kanus.
2001 vermachte ein anonymer Spender dem Burke Museum ein Porträt und eine Büste der Indianerfrau, die seit 1909, genauer seit der Alaska-Yukon-Pacific-Ausstellung, der ersten Weltausstellung Seattles, nicht mehr zu sehen gewesen waren. Das Porträt muss vor 1904 entstanden sein, als es anlässlich einer Kunstausstellung im Women's Century Club auftauchte. Es stammt von Alma Royer Lorraine, einer Indianerin aus Ohio, die es wohl anhand einer Fotografie geschaffen hat.

## Film
- Sandra Osawa: Princess Angeline, 42 Minuten, Upstream Productions.